# Saxmundham
Saxmundham is een civil parish in het bestuurlijke gebied East Suffolk, in het Engelse graafschap Suffolk met 2.712 inwoners.